# Mombín sladký

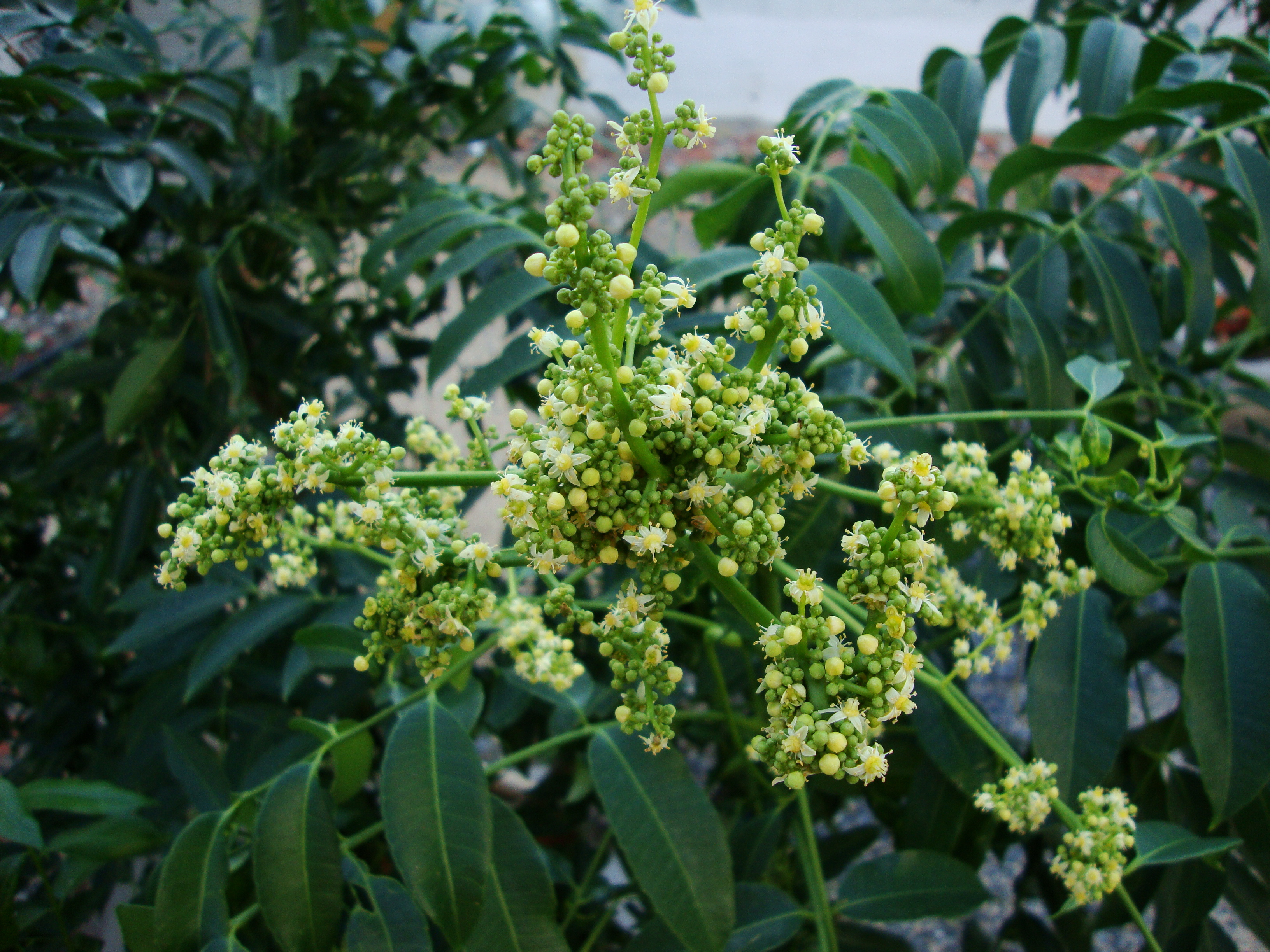
Květenství

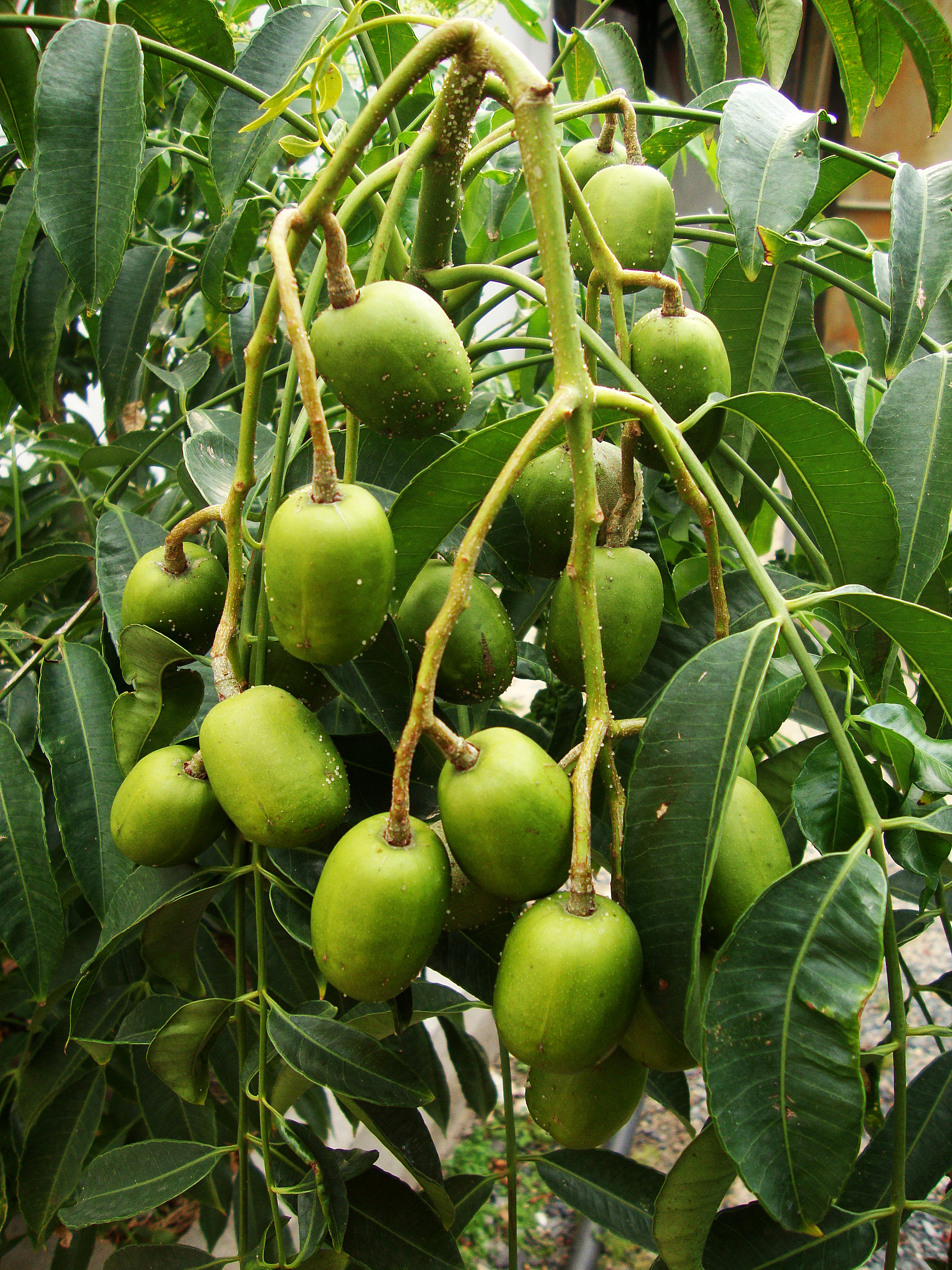
Nezralé plody

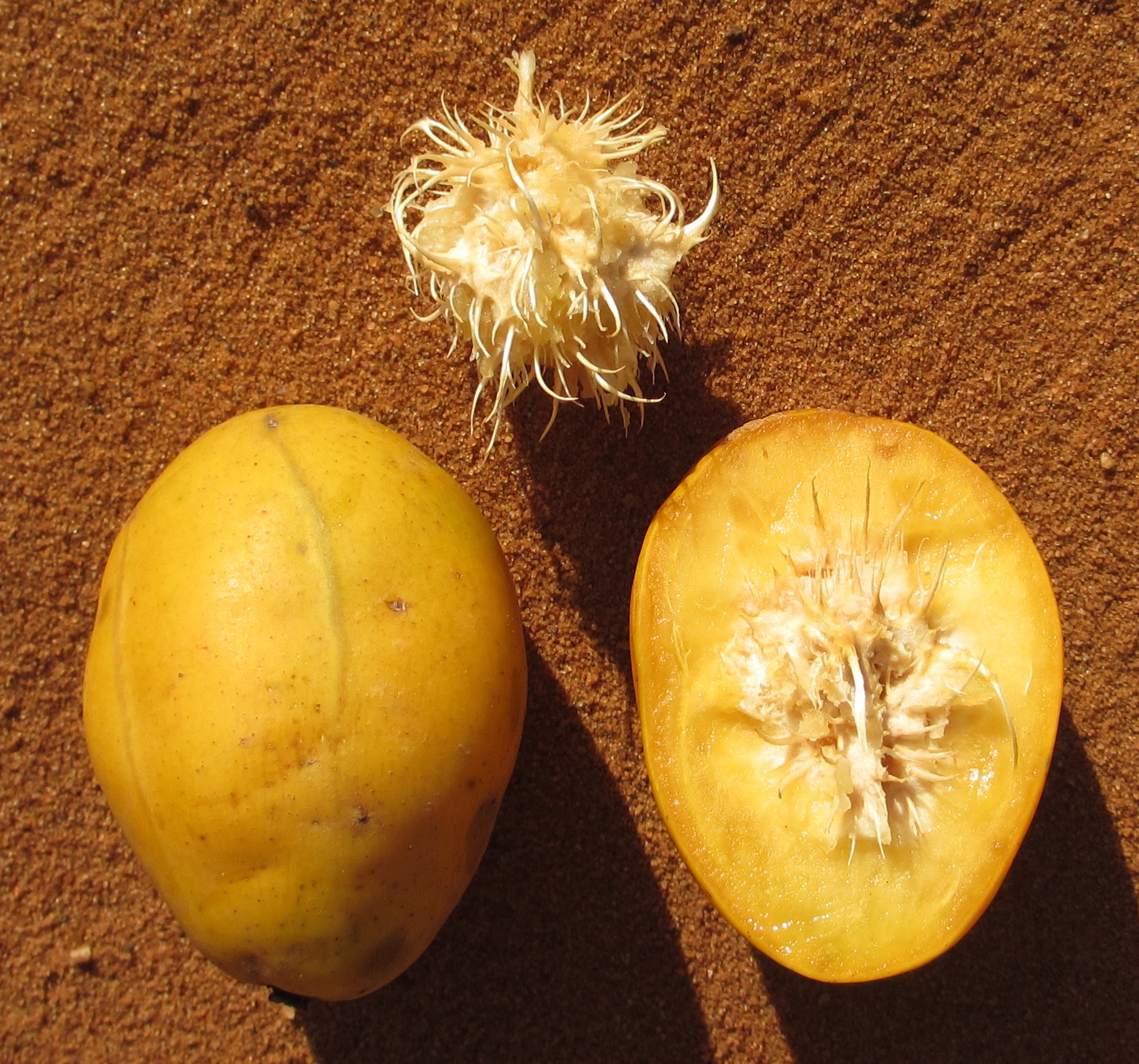
Zralý plod a pecka

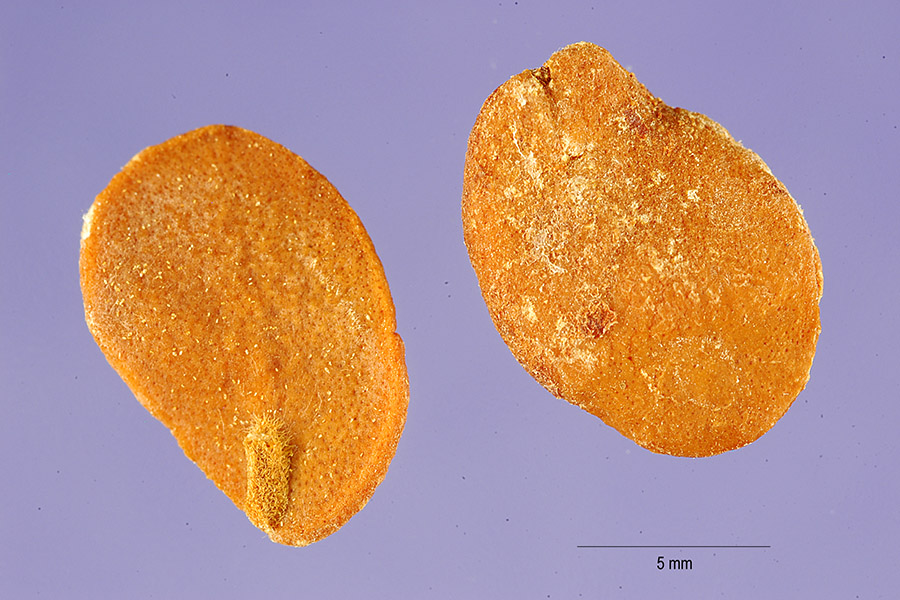
Semena

Mombín sladký (Spondias dulcis) je rychle rostoucí listnatý strom, plodící středně velké plody s jedlou dužinou, je uzpůsobený k růstu v tropech a teplých subtropech bez i jen krátkodobého poklesu teploty k bodu mrazu. Je dřevinou pocházející z polynéských a mikronéských ostrovů v Pacifiku, kde je pěstován pro ovoce. Přísluší do plodonosného rodu mombín (Spondias) tvořeného 16 druhy, který byl zaveden do subtropických a tropických zahrad Starého a později i Nového světa. Je nenáročnou rostlinou s poživatelnými peckovicemi, která se snadno se množí, dobře roste a je proto hojně rozšířena jak v oblastech s počasím ovlivňovaném monzuny, tak i s klimatem celoročně vlhkým.

## Ekologie
Nejlépe prosperuje ve stále vlhkých tropických a subtropických oblastech, je však na vlhkost a teplotu méně náročný než jeho blízký příbuzný mangovník. Roste téměř ve všech typech půdy, obvykle až do nadmořské výšky 700 m, výjimečně až 1000 m. Za ideální je považována průměrná teplota 22 až 27 °C, přežívá i při rozmezí 15 až 35 °C. V období vegetačního klidu může starší rostlina přežít i krátkodobý pokles teploty k -3 °C, mladá uhyne již při 0 °C. Upřednostňuje místo s průměrnými srážkami 900 až 1800 mm, snese i 600 až 2200 mm. Na úživnost půdy není příliš náročný, postačuje, když je pro kořeny dostatečně hluboká, dobře odvodněná a její pH se pohybuje od 5,5 do 6,5, přežívá i při hodnotě pH 4,5 až 7,5. Stanoviště na kterém roste však musí být plně osluněno, jinak strom vytváří málo plodů. V oblastech s výrazným obdobím sucha listy společně opadávají a vykvétá jednou ročně, v místech se stále vlhkým počasím se listy vyměňují průběžně a kvete i plodí téměř neustále.

## Popis
Mombín sladký je listnatý, do široka rozvětvený strom dorůstající do výšky 9 až 12 m (ve své domovině ojediněle až do 20 m) s krátkým kmenem, tlustým 20 až 45 cm a s dlouhými, křehkými větvemi. Jeho hladká nebo mělce rýhovaná kůra je šedavá, světle až červenavě hnědá a v mládí má patrné lenticely. Z hlavních kořenů někdy nad terén vyčnívají nevysoké, zploštělé, kořenové náběhy přispívající k podpoře velkých stromů. Z poraněných míst prýští viskózní pryskyřice s léčebnými účinky. Listy dlouhé 20 až 60 cm bývají nahloučené na koncích větví, vyrůstají střídavě, jsou lichozpeřené a mají 11 až 20 cm dlouhé vřeteno se čtyřmi až dvanácti páry mírně kožovitých lístků s krátkými řapíčky. Lístky jsou tmavě zelené, lysé, tvar mají eliptický až obkopinatý, jsou 6 až 10 mm dlouhé a 2 až 5 mm široké, největší koncový lichý lístek bývá dlouhý od 10 do 20 mm. Na bázi jsou lístky okrouhlé nebo klínovité, na koncích špičaté a po obvodě celokrajné nebo drobně pilovité, žilky ve čtrnácti až dvaceti čtyřech párech jsou pospojované s okrajovou žilkou. Na začátku suchého a chladného ročního období se listy zbarví zářivě žlutě a opadnou, jinak se obměňují postupně.
Květenství je tvořeno četnými drobnými květy sestavenými do hustých terminálních jehlanovitých lat dlouhých až 35 cm, které nejčastěji rostou na konci větví. Květy velké do 5 mm rozkvétající před nebo až s počátkem rašením listů, vyrůstají v jednom květenství společně oboupohlavné i jednopohlavné, mají asi 2 mm stopky a drobné kopinaté až čárkovité listeny. Květy jsou pětičetné, nepatrné kališné lístky jsou zelené, trojúhelníkovité, korunní lístky jsou vejčitě podlouhlé, nazpět ohnuté, bělavé a 2,5 mm dlouhé. Deset tyčinek s podlouhlými prašníky je v květu ve dvou kruzích. Kulovitý, svrchní, pětipouzdrý semeník je velký do 1 mm a nese pět čnělek s bliznami. Květy jsou opylovány hlavně včelami slétajícími se za nektarem.
Plod je oválná, eliptická nebo hruškovitá peckovice dozrávající za šest až osm měsíců po opylení. Bývá dlouhý 6 až 10 cm a široký 3 až 8 cm, je zprvu zelený a později v plné zralosti žlutý až jasně oranžový. Obsahuje dřevnatou pecku velkou asi 2 cm, jenž je rozdělená až do pěti pouzder obsahující po jednom plochém, světle žlutém semeni. Pecka má vnější vrstvu roztřepenou v tvrdá vlákna vnikající do dužiny plodu, se kterou je pecka takto pevně srostlá.
Plody visí na stopkách ve svazcích, čítajících i tucet a více. Se stromů samovolně padají ještě před dosažením zralosti, jsou přitom zelené a tvrdé. Opadávají postupně po dobu několika týdnů, teprve na zemi dozrávají a mění barvu do zlatožlutá, často se ze stromů sklízí střepáváním. Ve správné zralostí, když je ovoce ještě pevné, je dužina zabarvená žlutě a se šťavnatou a mírně nakyslou, svěží chuti se poněkud podobá ananasu. Při přezrání plod změkne, příjemná chuť se vytrácí a dužinu lze špatně dělit kvůli houževnatým a se zráním tvrdnoucím vláknům vystupujícím z pecky. Ve své domovině, v Tichomoří, váží některé plody i 0,5 kg.

## Pěstování
Zasazená rostlina roste velice rychle, za rok povyroste až o 2 metry. Pokud pochází ze semene obvykle již plodí ve věku čtyř až pěti let, pokud je ze řízku plodí asi o rok dříve. Dosahuje plné výnosnosti asi v osmi létech, ekonomicky se vyplácí do stáří 20 až 25 roků. Dospělé a dobře zakořeněné rostliny jsou odolné vůči suchu, mladé stromky je vhodné při déletrvajícím přísušku zalévat.
Rozmnožuje se pohlavně i vegetativně. Semena si nepodržují dlouhou klíčivost a proto se vysazují brzy po dozrání plodů. Sází se do půdy bohaté na organické látky při teplotě 25 až 28 °C, mají však proměnlivou dobu dormance, která se průměrně se pohybuje okolo jednoho měsíce. Nejčastěji používaný způsob množení je zakořeňování řízků z vyzrálého dřeva, který se ihned po uříznutí vsadí do země na místo, kde trvale poroste. Lze je také s úspěchem roubovat či očkovat na zakořeněnou podnož. Stromy se při růstu nemusí usměrňovat prořezáváním, pouze se odstraňují větve suché a poškozené. Zkrácené větve nebudou mít v následném roce květy.
Přestože jsou rostliny od přírody přivyklé na období dešťů a následné období sucha kde mají vegetační klid, šlechtí se pro některé oblasti rostliny rychle rostoucí a hlavně přizpůsobené pro podnebí trvale vlhké a teplé, které si nevybírají období klidu a plodí průběžně. Pro jiná prostředí se zase vyhledávají rostliny dobře snášející pokles teploty k +15 °C.

## Význam
Plody mombínu sladkého bývají srovnávané s mangem a přitom jsou hodnocené jako ovoce podřadné kvality. Nezralé plody obsahující velké procento pektinu se používá pro svou kyselou příchuť do sladkých omáček a polévek, po dozrání slouží pro přípravu marmelád, džemů, kompotů a různých nápojů. V obou stadiích se hojně jedí samostatně syrové se solí nebo v salátech s čili papričkami a kari kořením. V některých oblastech se hojně suší nebo konzervují a pak používají pro ochucení omáček. Ještě zelené se nakládají s octem, s čili a různým dalším kořením. Pro děti se plody nakládají do cukrového nálevu se skořicí. Konzumují se i listy, které se vaří jako zelenina nebo se používají v salátech.
Dřevo stromů je lehké a měkké, není příliš odolné hnilobě, v minulosti se z něj pro malou hmotnost vyráběly čluny a jejich součásti. Ovoce, listy, kůra i pryskyřice se používají v tradiční medicíně pro potlačení rozličných vnitřních onemocnění, k léčbě poranění, bolesti v krku i pro zlepšení zraku. Přebytečné plody jsou zkrmovány prasaty a listy dobytkem.